# アラン・シルキー
アラン・シルキー（Alan Schilke）は、アメリカのエンジニア、ローラーコースター設計士。

## 略歴
Arrow Dynamics社に長年勤務し、主幹技師の役割まで上り詰めた。同社在籍中、シルキーは4次元コースターのコンセプトを思いついたが、このコンセプトは同僚から「極端すぎて設計不可能だ」と批判された。このコンセプトが軌道に乗ったのは、シックス・フラッグスの社長が同社に縮小されたプロトタイプの開発を依頼した時だった。これがきっかけで2001年には、シックス・フラッグス・マジック・マウンテンに4次元コースターが初めて導入され、「X」（現在はX2）と名付けられた。
2001年12月、Arrow Dynamicsは連邦倒産法第11章の適用を申請し、翌年S&Sワールドワイドに買収された。買収の一環として、シルキーはS&Sワールドワイド向けにコースターを設計し、2003年から2004年にかけて4つのジェットコースターを製造した木製ジェットコースター部門を率いた。
2006年、シルキーはNed Hansenとともにユタ州で設計会社Ride Centerline LLCを設立した。
2009年、シルキーはRocky Mountain Construction社向けにコースターの設計をし始めた。在籍中には同社の創設者であるFred Grubbとともに、既存の木製ジェットコースターのレールを鉄製のものに変え「ハイブリッドコースター」とするシステムである「I-Boxトラック」を設計した。このシステムは、2011年にシックス・フラッグス・オーバー・テキサスの「New Texas Giant」で初めて導入された。
遊戯機器の設計に加えて、シルキーとHansenはOceana Energy Companyと共同で、川や海の潮流から電力を利用する水力タービンを設計し、特許を取得した。